# Ferdinand Chotomski
Ferdinand Chotomski-Dienhejm, né le 20 janvier 1797 à Kokoszyńcach, province de Ternopil, mort le 22 octobre 1880 à Gulczewo, est un poète, traducteur, journaliste, médecin, peintre et humoriste polonais. Il est aussi connu sous le nom de Ferdinand Dienheim Chotomski ou sous le pseudonyme Ziemianin polski (Paysan polonais).

## Biographie
Ferdinand Chotomski reçu sa formation chez les basiliens de Boutchatch puis chez les piaristes à Żoliborz. Il participa aux guerres napoléoniennes : en 1812, il s'engagea dans le 15e régiment d'infanterie du Duché de Varsovie où il atteint le grade de lieutenant) ; il fut fait prisonnier lors de la bataille des Nations de 1813 et fut libéré en 1814. Il participa à l'insurrection de novembre 1830 : il prit activement part à l'éducation lors des soulèvements de Varsovie et Cracovie. Lors de la deuxième guerre d'indépendance italienne, il s'engagea au côté de Garibaldi.
Tout au long de sa vie, il montra son intérêt pour l'histoire, l'archéologie, la peinture, le commerce et la médecine.

## Activité
Ses premières satires et poèmes anacréontiques sont éditées dans le Journal de Lviv en 1816 ; il publie la Revue hebdomadaire de Pologne et de l'Étranger en 1818-1919 ; il est rédacteur en chef adjoint du Journal de Galice en 1821 ; il publie Wanda de 1822 à 1828.
Il traduit en polonais les comédies de Molière, dont L'école des femmes en 1822 et publie des poèmes historiques tels que Jan Zahorowski (1845). Il est surtout connu pour sa parodie de l'Énéide, publiée en 1818.

## Œuvres majeures
- Parodie de l'Énéide, Revue hebdomadaire de Pologne et de l'Étranger, 1818-1819 ;
- Description des oiseaux du royaume de Pologne, deux volumes, Varsovie 1830,  (texte en polonais, anglais, français et allemand) ;
- Ceux qui visent le doctorat en médecine : présentéisme à la Faculté de Méd. de Paris…, Paris 1842 ;
- Défense de Rybinski, Paris 1845 ;
- Jan Zahorowski. Roman historique de l'époque du roi Jean iii Sobieski, Paris 1845 ;
- Atlas abrégé des maladies de la peau traitées personnellement par l'auteur jusqu'à 1858. Remis à la Société des Médecins de Varsovie.